# Военноморско дело
Военноморското дело е част от военното дело, свързана с воюване в морето, океана или в други водни басейни, позволяващи използването на плавателни съдове.
Военноморското дело съществува от ранния период на корабоплаването, като първите известни морски битки са отпреди повече от 3 хиляди години. Днес то е свързано със специализирани военноморски сили.